# Andrea Pisano

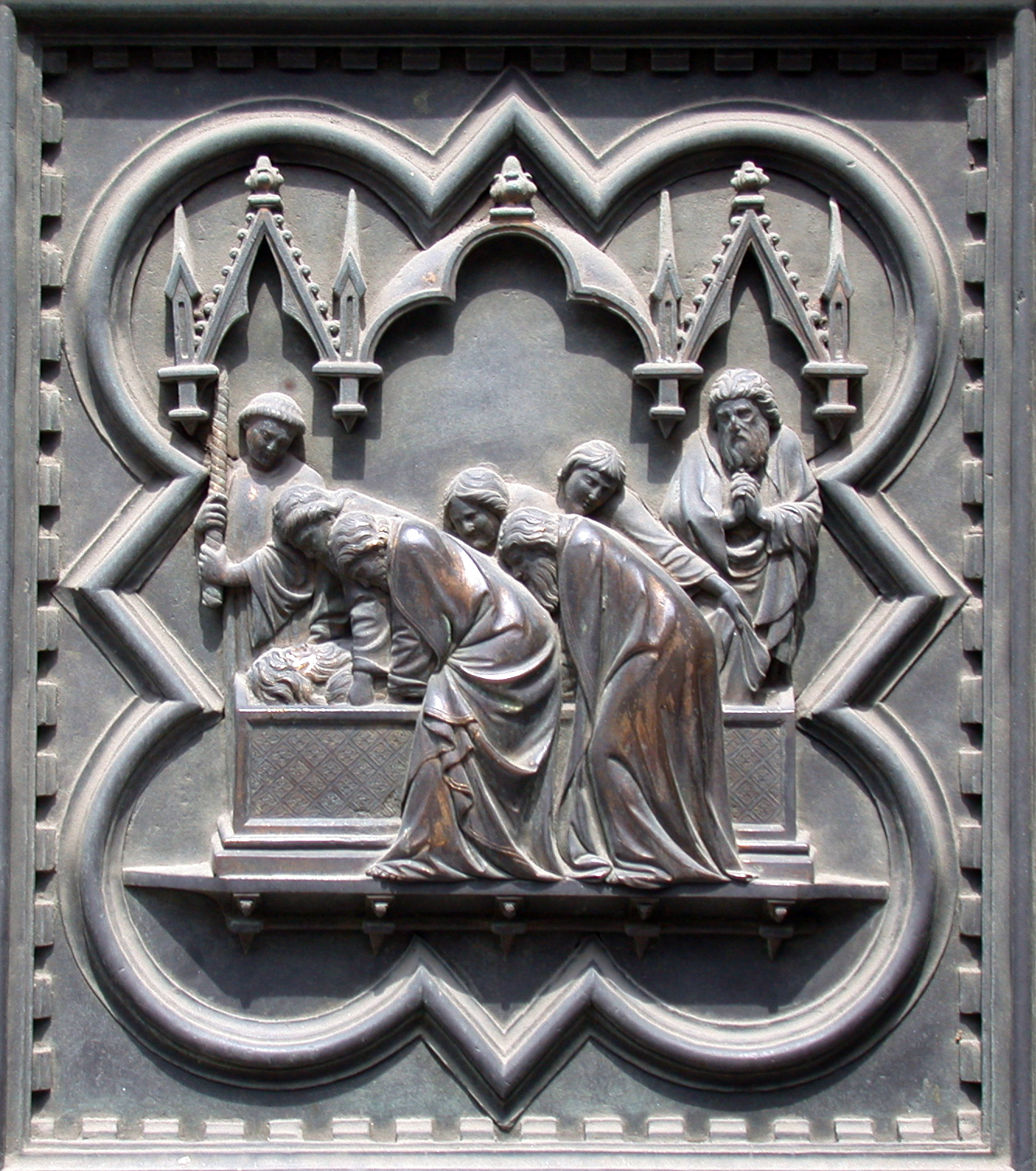
Detall del panell per a la porta sud del Baptisteri de Sant Joan a Florència: Enterrament de Sant Joan Baptista, d'Andrea Pisano.

Andrea Pisano, el vertader nom del qual era Andrea d'Ugolino da Pontedera (Pontedera, c. 1290 – Orvieto, 1348/1349) va ser un escultor i arquitecte italià. Va nàixer a Pontedera, a la rodalia de Pisa.
Inicialment va aprendre l'ofici d'orfebre. Posteriorment esdevingué pupil de Mino di Giovanni, al voltant de 1300, i va treballar amb ell en l'escultura per a S. Maria della Spina a Pisa i en altres obres. Va treballar a Florència, i va adquirir la formació definitiva, que el portaria a desenvolupar el seu estil de maduresa, més aviat de la mà de Giotto di Bondone que del seu primer mestre. De les tres cèlebres portes del Baptisteri de Florència, la primera, a la cara sud, va ser obra de Pisano. La va començar l'any 1330 i la va acabar el 1336. Consisteix en diverses caselles petites, de les quals les vuit inferiors contenen les figures individuals de les Virtuts, i la resta escenes de la vida de sant Joan Baptista.
Mentre va viure a Florència, també va fer importants escultures en marbre, que mostren, totes elles, una gran influència de Bondone. L'any 1340 va succeir di Bondone com a Mestre de les Obres de la Catedral de Florència. Ací va fer una sèrie de relleus, possiblement dissenyats pel seu mestre, com per exemple la doble banda de panells en relleu que va fer per al gran campanar. Els temes d'aquests relleus són els Quatre Grans Profetes, les Set Virtuts, els Set Sacraments, les Set Obres de Misericòrida i els Set Planetes.

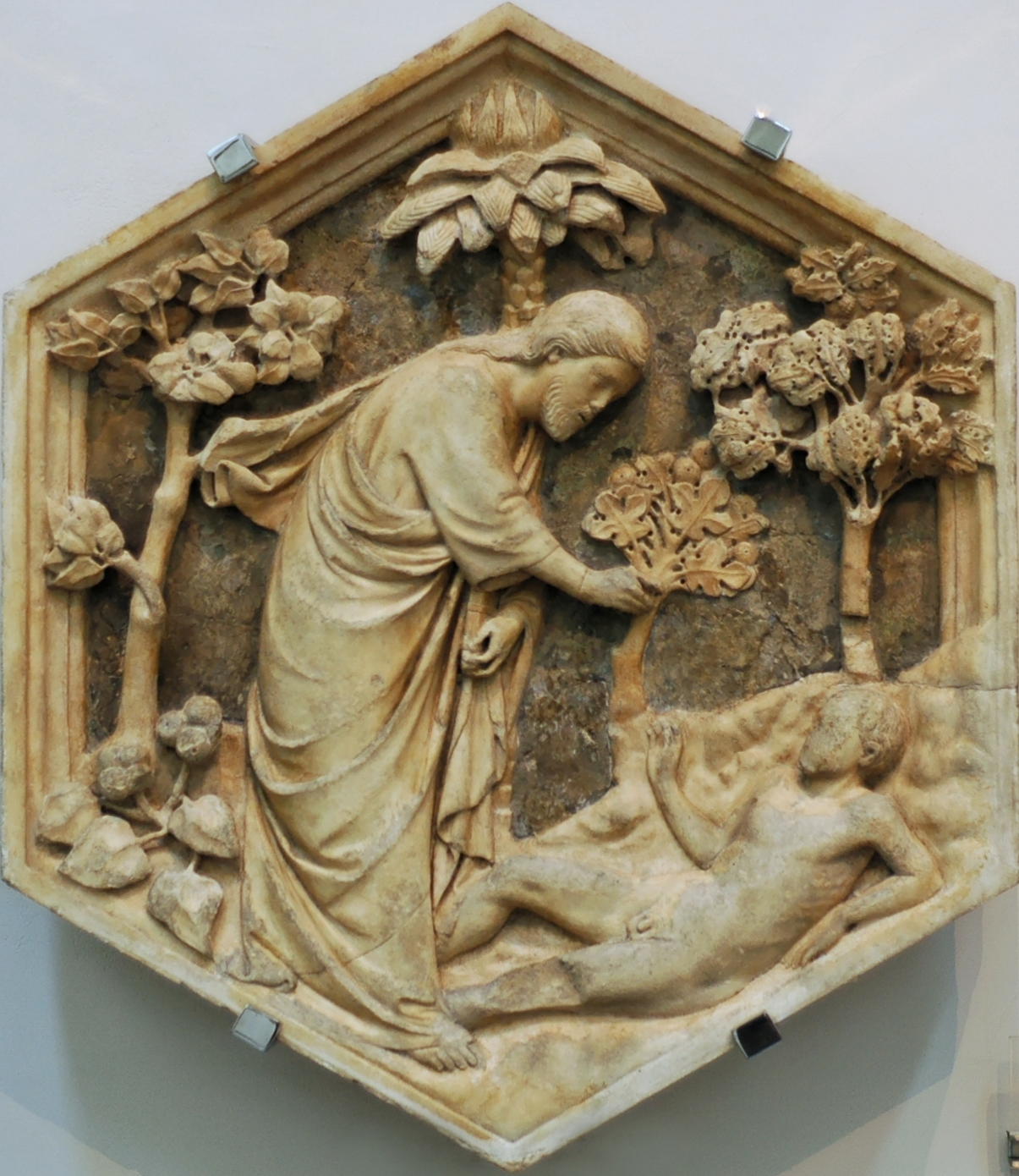
La creació d'Adam. Fragment procedent del costat oest, registre inferior, del campanar de la Catedral de Florència. Marbre, Museo dell'Opera del Duomo (Florència).

La catedral també conserva altres obres importants de Pisano en marbre. L'any 1347 va ser nomenat Mestre de les Obres de la Catedral d'Orvieto, que ja havia estat dissenyada i iniciada per Lorenzo Maitani. Aquestes i les anteriorment esmentades portes són les úniques obres conegudes de Pisano. Pisano també va contribuir a alliberar l'art del seu temps de la influència romana d'Orient. No se sap la data exacta de la seua mort, però degué ser poc abans de 1349.
Va tenir dos fills: Nino i Tommaso. Ambdós, i especialment el primogènit, el van succeir com a Mestres d'Obres de la Catedral d'Orvieto.
Giorgio Vasari va incloure la biografia d'Andrea Pisano a la seua obra Le Vite de' più eccellenti pittori, scultori, e architettori.
El deixeble més destacat de Pisano va ser Andrea di Cione, més conegut com a Andrea Orcagna. Altre pupil seu, Giovanni di Balduccio, va ser l'autor del Santuari de Sant'Eustorgio, a Milà.